# Албатрос D.II
Албатрос D.II је немачки ловачки авион који је производила фирма Албатрос. Први лет авиона је извршен 1916. године. 

Највећа брзина у хоризонталном лету је износила 175 km/h. Размах крила је био 8,50 метара а дужина 7,40 метара. Маса празног авиона је износила 637 килограма а нормална полетна маса 888 килограма. Био је наоружан са два синхронизована митраљеза ЛМГ 08/15 Шпандау (LMG 08/15 Spandau) калибра 7,92 mm.

## Наоружање
Авион је био наоружан са два синхронизована митраљеза који су се налазила испред пилота на горњој страни трупа и пуцала су кроз обртно поље елисе. Митраљези су се налазили у хаптичком пољу пилота тако да је могао да интервенише у случају застоја у паљби, што у то време није био редак случај.
| Наоружање авиона: Албатрос     |                       |
| Ватрено (стрељачко) наоружање  |                       |
| Топ                            |                       |
| Митраљез                       |                       |
| Број и ознака митраљеза        | 2 x Spandau LMG 08/15 |
| Број метака                    | 500                   |
| Калибар                        | 7,92                  |
| Бомбардерско наоружање (бомбе) |                       |
| Ракетно наоружање (ракете)     |                       |

## Технички подаци фамилије авиона Албатрос D[2]
| Тип авиона                        | Албатрос D.I   | Албатрос D.II  | Албатрос D.III  | Албатрос D.V    | Албатрос D.Va   |
| --------------------------------- | -------------- | -------------- | --------------- | --------------- | --------------- |
| Намена                            | Ловац          | Ловац          | Ловац           | Ловац           | Ловац           |
| Година                            | 1916.          | 1916.          | 1916.           | 1917.           | 1917.           |
| Посада                            | 1              | 1              | 1               | 1               | 1               |
| Дужина                            | 7,33 m         | 7,33 m         | 7,33 m          | 7,33 m          | 7,33 m          |
| Размах                            | 8,50 m         | 8,50 m         | 9,05 m          | 9,05 m          | 9,05 m          |
| Висина                            | 2,95 m         | 2,64 m         | 2,90 m          | 2,70 m          | 2,70 m          |
| Површина крила                    | 22,90 m²       | 24,50 m²       | 20,90 m²        | 20,32 m²        | 20,32 m²        |
| Маса празног                      | 647 kg         | 637 kg         | 661 kg          | 680 kg          | 717 kg          |
| Маса полетна                      | 898 kg         | 888 kg         | 886 kg          | 915 kg          | 957 kg          |
| 6-цил. Линијски, Хлађење течношћу | Mercedec D.III | Mercedec D.III | Mercedec D.IIIa | Mercedec D.IIIa | Mercedec D.IIIa |
| Снага                             | 160KS(117 kW)  | 160KS(117 kW)  | 160KS(117 kW)   | 160KS(117 kW)   | 160KS(117 kW)   |
| Брзина на 0 m                     | 175 km/h       | 175 km/h       | 175 km/h        | 187 km/h        | 187 km/h        |
| Брзина пењања на 1000 m           | 4:00 min       | 4:50 min       | 3:18 min        | 4:20 min        | 4:00 min        |
| Брзина пењања на 3000 m           | 15:00 min      | 12:40 min      | 12:01 min       | 14:30 min       | 17:08 min       |
| Брзина пењања на 5000 m           | 40:00 min      | 37:00 min      | 28:49 min       | 32:00 min       | 35:00 min       |
| Плафон                            | 5200 m         | 5200 m         | 5800 m          | 6500 m          | 6250 m          |
| Радијус                           | 230 km         | 230 km         | 310 km          | 380 km          | 350 km          |
| Наоружање                         | 2 LMG 08/15    | 2 LMG 08/15    | 2 LMG 08/15     | 2 LMG 08/15     | 2 LMG 08/15     |